# Edi Rada
Edward Anton Richard „Edi“ Rada (* 13. September 1922 in Wien; † 13. Juli 1997 in North Vancouver, British Columbia) war ein österreichischer Eiskunstläufer, der im Einzellauf startete. Er ist der Europameister von 1949.
Schon vor dem Zweiten Weltkrieg schaffte er mit dem siebten Platz bei der Europameisterschaft und Weltmeisterschaft 1938 sowie dem vierten Platz bei beiden Turnieren 1939 an die Weltspitze. Nach dem „Anschluss“ startete er für das Deutsche Reich und wurde 1943 deutscher Meister. Nach fünfjähriger Pause gewann er die Bronzemedaille bei der Europameisterschaft 1948 und auch bei den Olympischen Spielen in St. Moritz. 1949 wurde er in Mailand Europameister und Dritter bei der Weltmeisterschaft hinter Richard Button und Ede Király.

## Ergebnisse
| Wettbewerb / Jahr               | 1938 | 1939 | 1940 | 1941 | 1942 | 1943 | 1944 | 1945 | 1946 | 1947 | 1948 | 1949 |
| ------------------------------- | ---- | ---- | ---- | ---- | ---- | ---- | ---- | ---- | ---- | ---- | ---- | ---- |
| Olympische Winterspiele         |      |      |      |      |      |      |      |      |      |      | 3.   |      |
| Weltmeisterschaften             | 7.   | 4.   |      |      |      |      |      |      |      |      | Z    | 3.   |
| Europameisterschaften           | 7.   | 4.   |      |      |      |      |      |      |      |      | 3.   | 1.   |
| Deutsche Meisterschaften        |      | 2.   |      | 2.   |      | 1.   |      |      |      |      |      |      |
| Österreichische Meisterschaften | 2.   | 1.   | 1.   | 1.   | 1.   |      |      |      | 1.   | 1.   | 1.   | 1.   |

- Z = Zurückgezogen